# Kuratorium der Deutschen Wirtschaft für Berufsbildung
Das Kuratorium der Deutschen Wirtschaft für Berufsbildung  (KWB) in Bonn koordiniert und vertritt die Interessen der Wirtschaft in der beruflichen Aus- und Weiterbildung. 

## Entstehungsgeschichte
Das  KWB wurde 1970 gegründet, um die gemeinsamen Interessen der Wirtschaft in der beruflichen Bildung abzustimmen und insbesondere gegenüber den Ministerien, den Gewerkschaften und der Kultusministerkonferenz zu vertreten.
Die Aufgabenschwerpunkte des KWB liegen in den folgenden Bereichen:
- Koordinierung der arbeitgeberseitigen Meinungsbildung zu Positionen bei grundsätzlichen Themen der beruflichen Bildung
- Neuordnung von dualen Ausbildungsberufen sowie Mitwirkung bei der Erstellung von Fortbildungsordnungen
- Öffentlichkeitsarbeit durch Tagungen, Workshops und Praxisbeiträge zur beruflichen Bildung
- Projekte wie z. B. die Qualifikationsfrüherkennung.[1]

## Mitglieder des KWB
Die Mitglieder des KWB sind (in alphabetischer Reihenfolge) der Bundesarbeitgeberverband Chemie (BAVC), der Bundesverband der Freien Berufe (BfB), der Bundesverband Großhandel, Außenhandel, Dienstleistungen (BGA), die Bundesvereinigung der Deutschen Arbeitgeberverbände (BDA), der Deutsche Bauernverband (DBV), die Deutsche Industrie- und Handelskammer (DIHK), der Gesamtverband der Arbeitgeberverbände der Metall- und Elektroindustrie (Gesamtmetall), der Handelsverband Deutschland - Der Einzelhandel (HDE) und der Zentralverband des Deutschen Handwerks (ZDH).

## Organe des KWB
Das KWB verfügt über eine Mitgliederversammlung und einen Vorstand. Vorsitzende der Mitgliederversammlung ist Christina Ramb, Mitglied der Hauptgeschäftsführung der BDA. Ihr Stellvertreter ist Stefan Füll, Präsident der Handwerkskammer Wiesbaden, Mitglied im ZDH-Präsidium und Vorsitzender des DHKT-Hauptausschusses Berufsbildung. Vorsitzender des Vorstandes ist Nico Schönefeldt (DIHK), Stellvertreter sind Barbara Dorn (BDA) und Volker Born (ZDH). Die weiteren Mitglieder sind Sven-Uwe Räß (Gesamtmetall), Anna Noack (HDE), Andreas Ogrinz (BAVC), Natasha Volodina (BFB), Denis Henkel (BGA) sowie Viktoria Graskemper (DBV). Geschäftsführer ist seit November 2021 Markus Eickhoff.

## Sonstiges
Das KWB betreut zwei Arbeitsgemeinschaften für kaufmännische und gewerblich-technische Ausbildungsleiter. In Kooperation der AGs und wechselnden Unternehmen organisiert das KWB mit dem Thementag jährlich eine Fachveranstaltung, bei der der Informations- und Erfahrungsaustausch im Mittelpunkt steht.